# Ladang Bisik
Ladang Bisik is een bestuurslaag in het regentschap Aceh Singkil van de provincie Atjeh, Indonesië. Ladang Bisik telt 367 inwoners (volkstelling 2010).